# Имперская почта
Имперская почта (нем. Reichspost) — государственное учреждение осуществлявшее почтовую, телеграфную и телефонную связь в 1871-1945 гг.

## История
Основана путём объединения земельных почтовых ведомств — Прусской почты (нем. Preußische Post) и др. В 1925 году совместно с правительствами земель приобрело большинство капитала Имперского общества радиовещания, которому принадлежали национальная государственная радиокомпания «Дойче Велле» (Deutsche Welle GmbH) (c 1933 года - Deutschlandsender) и региональных радиокомпаний. В 1947 году в западных землях Германии был создан оператор почтовой и телефонной связи Deutsche Post (далее Deutsche Bundespost). В восточных землях в 1957 году возникла собственная государственная почтовая служба Deutsche Post, которая в 1990 году влилась в Deutsche Post западных земель (к тому времени переименованную в Deutsche Bundespost).

## Структура
Первоначально Имперская почта делилась территориально на Главные почтовые дирекции (Oberpostdirektion):
- Кёнигсберга (Свободное государство Пруссия, Провинция Восточная Пруссия)
- Гумбиннена (Свободное государство Пруссия, Провинция Восточная Пруссия)
- Бреслау (Свободное государство Пруссия, Провинция Нижняя Силезия)
- Лигница (Свободное государство Пруссия, Провинция Нижняя Силезия)
- Оппельна (Свободное государство Пруссия, Провинция Верхняя Силезия)
- Штеттина (Свободное государство Пруссия, Провинция Померания)
- Кёзлина (Свободное государство Пруссия, Провинция Померания)
- Берлина (Свободное государство Пруссия, Большой Берлин)
- Франкфурта-на-Одере (Свободное государство Пруссия, Провинция Бранденбург)
- Потсдама (Свободное государство Пруссия, Провинция Бранденбург)
- Галле (Свободное государство Пруссия, Провинция Саксония)
- Магдебурга (Свободное государство Пруссия, Провинция Саксония)
- Эрфурта (Свободное государство Пруссия, Провинция Саксония)
- Киля (Свободное государство Пруссия, Провинция Шлезвиг-Гольштейн)
- Ганновера (Свободное государство Пруссия, Провинция Ганновер)
- Мюнстера (Свободное государство Пруссия, Провинция Вестфалия)
- Миндена (Свободное государство Пруссия, Провинция Вестфалия)
- Дортумнда (Свободное государство Пруссия, Провинция Вестфалия)
- Дюссельдорфа (Свободное государство Пруссия, Рейнская провинция)
- Кёльна (Свободное государство Пруссия, Рейнская провинция)
- Аахена (Свободное государство Пруссия, Рейнская провинция)
- Кобленца (Свободное государство Пруссия, Рейнская провинция)
- Трира (Свободное государство Пруссия, Рейнская провинция)
- Франкфурта-на-Майне (Свободное государство Пруссия, Провинция Гессен-Нассау)
- Касселя (Свободное государство Пруссия, Провинция Гессен-Нассау)
- Лейпцига (Свободное государство Саксония, Район Лейпциг)
- Дрездена (Свободное государство Саксония, Район Дрезден)
- Хемница (Свободное государство Саксония, Район Цвиккау)
- Шверина (Свободное государство Мекленбург-Шверин)
- Штутгарта (Народное государство Вюртемберга)
- Карлсруе (Республика Баден)
- Констанца (Республика Баден)
- Бремена (Вольный город Бремен)
- Гамбурга (Вольный город Гамбург)
- Дармштадта (Свободное народное государство Гессен)
- Брауншвейга (Свободное государство Брауншвейг)
- Ольденбурга (Свободное государство Ольденбург)
- Мюнхена (Свободное государство Бавария, Район Верхняя Бавария)
- Аугсбурга (Свободное государство Бавария, Район Швабия и Нойбург)
- Бамберга (Свободное государство Бавария, Район Верхняя Франкония)
- Вюрцбурга (Свободное государство Бавария, Район Нижняя Франкония и Ашаффенбург)
- Ландсхута (Свободное государство Бавария, Район Нижняя Бавария)
- Нюрнберга (Свободное государство Бавария, Район Средняя Франкония)
- Регенсбурга (Свободное государство Бавария, Район Пфальц и Регенсбург)
- Шпайера (Свободное государство Бавария, Район Пфальц)

## Управление
Возглавлялась непосредственно Имперским министром почтовых дел (Reichsminister für das Postwesen) и советом директоров (Verwaltungsrat).

## Членство
Учреждение являлось членом Всемирного почтового союза и Международного союза электросвязи.